# 第4親衛軍事基地 (ロシア陸軍)
第4親衛軍事基地（だい4しんえいぐんじきち、ロシア語: 4-я гвардейская военная база）は、ロシア陸軍の軍事基地。第58親衛諸兵科連合軍隷下。
ロシア連邦軍ではあるが南オセチア共和国軍と統合され、南オセチアの実質的な国軍のような扱いとなっている。

## 概要

### 第二次世界大戦
1942年2月15日、第二次世界大戦の影響に伴い、赤軍第164戦車旅団としてロシア・ソビエト連邦社会主義共和国サラトフ州で創設された。
1942年6月から独ソ戦に投入され、枢軸国に勝利し、赤旗勲章、2等スヴォーロフ勲章、2等クトゥーゾフ勲章、名誉称号「親衛隊」、「ヴァプニャルカ」、「ベルリン」を授与され、第66親衛戦車旅団に改称された。
1945年12月、第12親衛戦車師団隷下に配属され、部隊縮小に伴い、第66親衛戦車連隊に改編された。

### 冷戦期
1957年10月、第353親衛戦車連隊に改称された。
1991年2月、北オセチア共和国に移駐し、第19自動車化狙撃師団隷下に配属され、第693親衛自動車化狙撃連隊に改編された。

### ロシア陸軍
1992年5月、ソビエト連邦の崩壊とロシアの独立で創設されたロシア陸軍に編入した。
1994年12月から第一次チェチェン紛争、第二次チェチェン紛争に投入された。
2008年8月、南オセチア紛争に投入され、グルジアに勝利した。
2009年2月、南オセチアに移駐し、部隊増強に伴い、第4親衛軍事基地に改編された。

### ロシアのウクライナ侵攻
2022年3月、ロシアのウクライナ侵攻で3個大隊戦術群がウクライナに派兵され、ロシア軍から肉弾攻撃要員として期待されていたが、ロシア軍との信頼関係を築けなかったため、同月にオセット人を中心とした団員300人が戦闘拒否で南オセチアに帰還した。南オセチアのエドゥアルド・ココイトゥイ元大統領は、問題が解決すれば前線に戻るだろうとしつつも「誰にも我が国の兵士を非難する権利はない」と兵士の行動に理解を示した。

#### 南部・ザポリージャ戦線
2023年6月、南部ザポリージャ州ヴァシリウカ地区に配備され、第19自動車化狙撃師団隷下の第429自動車化狙撃連隊と共にヴァシリウカ方面を防御したが、第128独立山岳強襲旅団の攻勢でロブコベ、ピャティハトキを解放された。

## ギャラリー

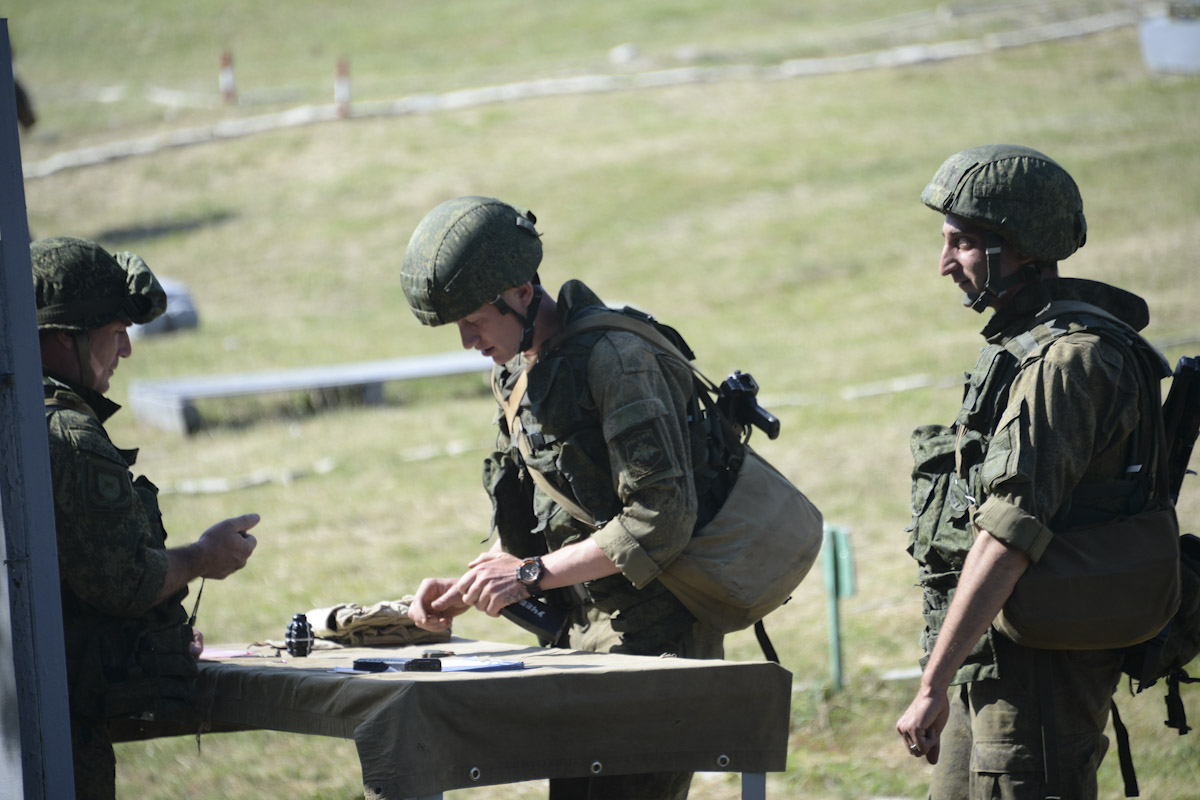
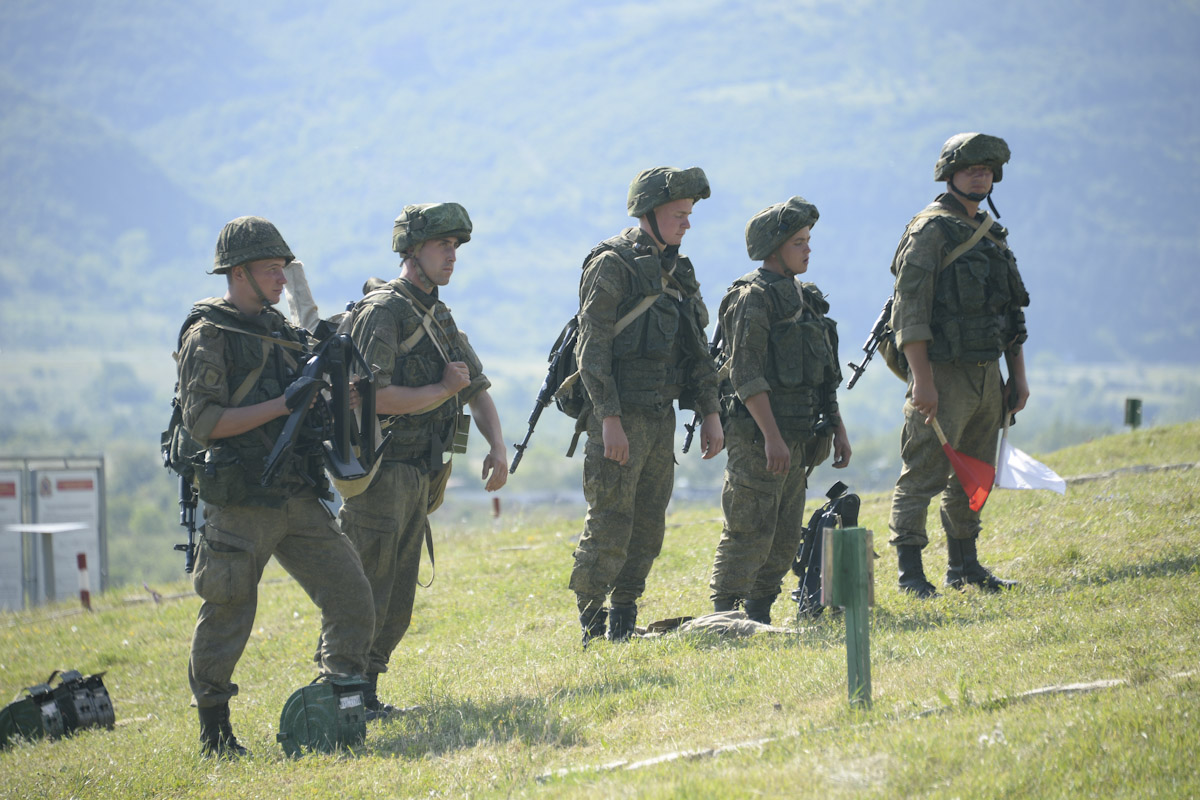
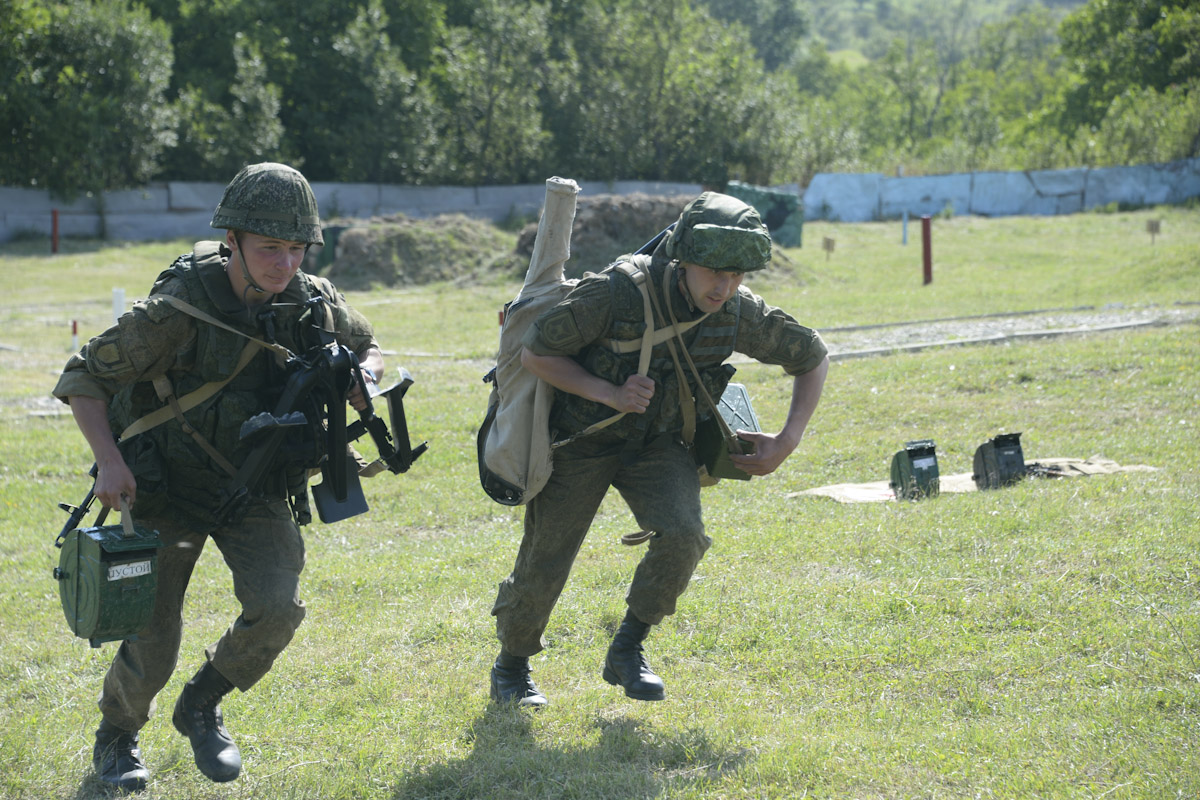
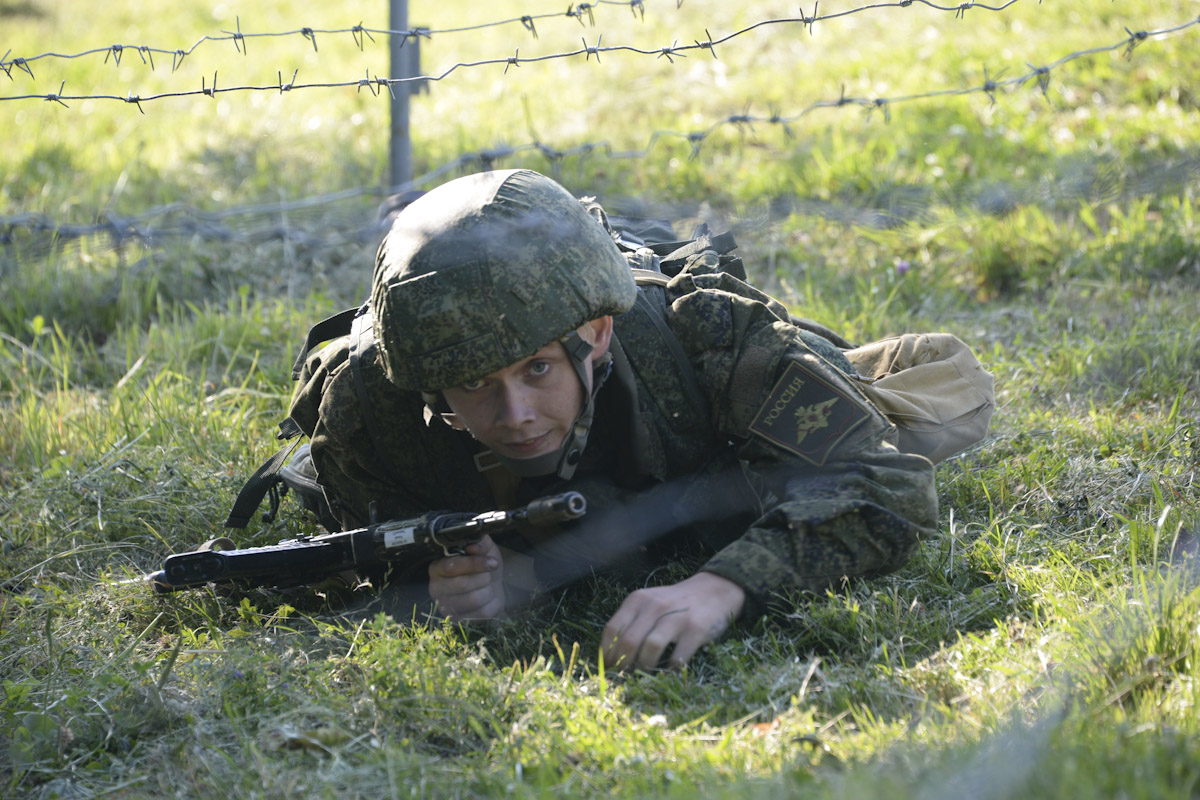

## 編制
- 旅団司令部（ツヒンヴァリ）
- 第1自動車化狙撃大隊
- 第2自動車化狙撃大隊
- 第3自動車化狙撃大隊
- 戦車大隊
- 旅団砲兵群
  - 本部中隊
  - 第1自走砲大隊
  - 第2自走砲大隊
  - ロケット砲大隊
  - 対戦車砲大隊
- 高射ミサイル大隊

- 偵察大隊
- 工兵大隊
- 通信大隊
- 兵站大隊
- 狙撃中隊
- 整備中隊
- 電子戦中隊
- NBC防護中隊
- 衛生中隊
- 無人機中隊